# Ganztagsschule Johannes Gutenberg
Die Ganztagsschule „Johannes Gutenberg“ ist eine Gemeinschaftsschule in Wolmirstedt im Landkreis Börde. Sie ist nach dem Erfinder des Buchdrucks Johannes Gutenberg benannt.  Zu erreichen ist das Abitur, der erweiterte  Realschulabschluss, sowie der qualifizierte Hauptschulabschluss. Geleitet wird sie von Michael Jordan.

## Schulkonzept
Als Schulkonzept gilt ein  schülerorientiertes und demokratisches Prinzip. In den dritten Stunden finden sogenannte SPL-Stunden statt (selbst-organisiertes praktisch-orientiertes Lernen). Diese werden in Team-SPL und Kernfach-SPL unterschieden.
- In den Team-SPL Stunden lernen/arbeiten die Schüler mit bis zu fünf weiteren Schülern an einem Tisch und setzen sich mit unterschiedlichen Themen auseinander, wie z. B. „Fit für den Beruf“. Dazu haben die Teams jeweils 12 Wochen Zeit um diese Themen anschließend vorzustellen. Für diese Aufgaben haben die Teams an jeweils einem Wochentag 4 Stunden Zeit.
- In den Kernfach-SPL-Stunden erledigen die Schüler ihre Wochenplanaufgaben. Dafür erhält jeder Schüler eine Berechtigungskarte für die Lernorte, wie z. B. die Lerninseln auf dem Schulhof, der Flur, die „Rote Ecke“ oder der Mensa. Diese Stunden erfolgen jeden Tag in der 3. Stunde.

## Geschichte
Am 1. September 1981 zog man mit 12 Klassen mit insgesamt über 500 Schülern, 32 Pädagogen und 9 Erziehern in das Schulgebäude ein. Die Turnhalle wurde im Jahre 1982 eingeweiht. 2004 folgte eine Komplettsanierung der Gebäude. Ende Oktober 2005 wurde das Sekretariat, das Lehrerzimmer und das Direktorzimmer fertiggestellt. Im September 2006 feierte man die 25-jährige Schuleinweihung. 2012 wurde die neue Schulturnhalle fertiggestellt und aus der alten Turnhalle sind 2014 berufsorientierende Werkstätten entstanden. Seit dem Schuljahr 2019/20 ist es möglich, das Abitur an der Schule abzulegen.

## Wettbewerbserfolge
2010 gewannen die Schüler der Ganztagsschule Johannes Gutenberg den Schülerwettbewerb „Alles Rechtens?“

## Auszeichnungen
- 2008: Preisträgerschule des Wettbewerbs „Zeigt her eure Schule“ für Ganztagsschulen[4][5]
- 2011: Deutscher Schulpreis[6] „Die Wolmirstedter Schule wurde vor allem dafür ausgezeichnet, wie es ihr gelingt, mit der Unterschiedlichkeit von Kindern und Jugendlichen umzugehen. Seit Jahren schaffen dort alle Schülerinnen und Schülern einen Abschluss. Zu den innovativen Konzepten der Schule gehört eine tägliche Phase selbst organisierten Lernens.“[7]
- 2012: Referenzschule „Abgucken erlaubt“ für kollegiales Lernen
- 2017: Bundessieger im Wettbewerb „Starke Schule“